# لورن لومر
لورن لومر (انگلیسی: Lorne Loomer; ۱۱ مارس ۱۹۳۷ – ۱ ژانویهٔ ۲۰۱۷) ورزشکار روئینگ اهل کانادا بود.
وی در مسابقات کشوری و بین‌المللی در مجموع برندهٔ ۲ مدال طلا شده‌است.